# Iperf
Iperf est un logiciel informatique permettant la mesure de différentes variables d'une connexion réseau IP. 
Iperf est développé par le National Laboratory for Applied Network Research. Conçu pour des architectures client-serveur, et disponible sur différents systèmes d'exploitation (Unix, Windows, MacOS...). 

## Comment fonctionne Iperf?
Iperf doit être lancé sur deux machines se trouvant de part et d'autre du réseau à tester. La première machine lance Iperf en « mode serveur » (avec l'option -s), la seconde en « mode client » (option -c). Par défaut le test réseau se fait en utilisant le protocole TCP (mais il est également possible d'utiliser le mode UDP avec l'option -u).

## IPERF en multicast
Iperf peut fonctionner en mode multicast (-B). Il faut le lancer de la manière suivante :
Sur le serveur :
- $ iperf -s -u -B 225.0.1.2

Sur le client :
- $ iperf -c 225.0.1.2 -u -b 3M

Cela génère un flux multicast UDP (sur l’adresse 225.0.1.2 de 3 Mb/s).